# مادام کاملیا
مادام کاملیا (به فرانسوی: La Dame aux camélias) نام یک کتاب ادبی است که توسط الکساندر دوما (پسر)، نویسندهٔ اهل فرانسه نوشته شده‌است. این کتاب یکی از آثار مشهور ادبی جهان است.
الکساندر دومای پسر در بسیاری از آثار خود به مسائل اجتماعی مانند طلاق، فرزند نا مشروع-که خود یکی از آن‌ها بود-و خطاهای زندگی زناشویی می‌پردازد، و سعی دارد بیشتر به جنبه‌های اخلاقی قضایا توجه کند. مادام کاملیا مشهورترین اثر اوست، که چهره زن را بسیار عمیق و نافذ و تأثیر گذار تجسم بخشیده‌است.

## موضوع رمان
موضوع رمان مادام کاملیا ماجرای عشق یک جوان از خانواده ای با اصل و نسب به نام آرمان دووال به معروفه ای باب روز به نام مارگریت گوتیه است. مارگریت که عشقی عمیق او را از محیطش بیرون کشیده‌است، احساس می‌کند که ضروری است. این کتاب الهام گرفته از نخستین عشق پرشور نویسنده به معروفه ای به نام ماری دوپلسی است که زنی زیبا و مشهور بوده که مدت‌ها شمع محافل اشراف و ثروتمندان پاریس بوده و که در جوانی با بیماری سل درگذشت.